# Province de Bến Tre
Bến Tre est une grande province de la région du delta du Mékong  au Viêt Nam. Son chef-lieu est Bến Tre.
Sa superficie est de 2 247 km2 et sa population de 1 258 500 habitants.

## Administration

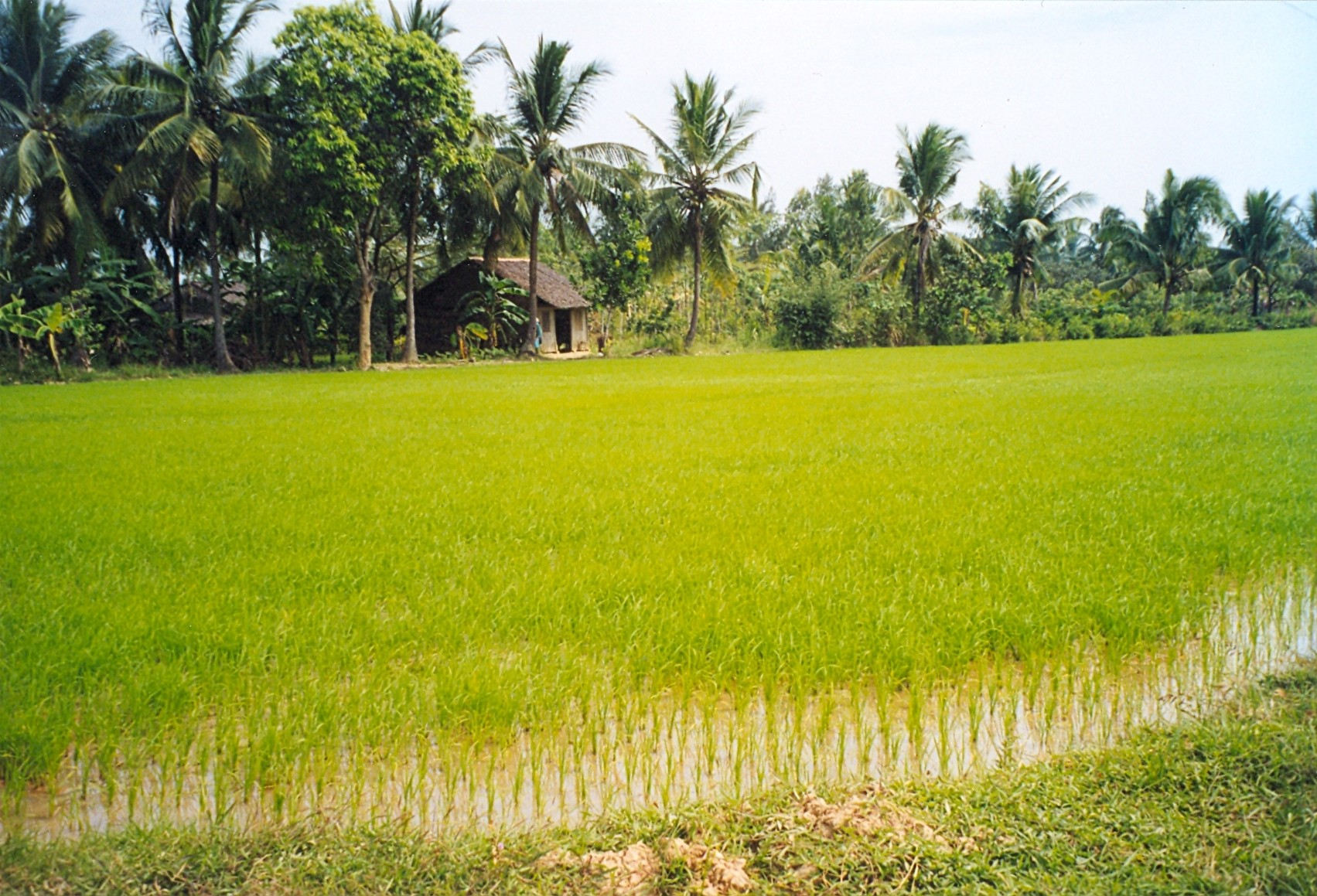
Le village de Cái Mon.

La Province est composé d'une municipalité Bến Tre et de 8 districts:
- Ba Tri
- Bình Đại
- Châu Thành
- Chợ Lách
- Giồng Trôm
- Mỏ Cày Bắc
- Mỏ Cày Nam
- Thạnh Phú

## Source
1. 1 2 3  Area, population and population density in 2012 by province, General Statistics Office Of Vietnam (lire en ligne)